# Hans Kornberg
Hans Leo Kornberg, (14 janvier 1928 – 16 décembre 2019) est un biochimiste anglo-américain,. Il est professeur Sir William Dunn de biochimie à l'Université de Cambridge de 1975 à 1995 et maître du Christ's College de Cambridge de 1982 à 1995.

## Jeunesse et éducation
Kornberg est né en 1928 en Allemagne de parents juifs, Max Kornberg (1889-1943) et Margarete (née Silberbach, 1890-1928), décédée trois semaines après sa naissance. En 1939, son père et sa belle-mère Selma (née Nathan ; 1886-1943) le font sortir de l'Allemagne nazie (bien qu'ils ne puissent pas le suivre), d'abord chez un oncle à Amsterdam, puis finalement sous la garde d'un oncle dans le Yorkshire. Quelques années plus tard, son père et sa belle-mère sont assassinés pendant la Shoah. Il fréquente d'abord une école pour réfugiés allemands, puis la Queen Elizabeth Grammar School à Wakefield,.
Après avoir quitté l'école, il devient technicien de laboratoire junior pour Hans Adolf Krebs à l'Université de Sheffield, qui l'encourage à poursuivre ses études et à postuler pour une bourse dans la même université. Il obtient un baccalauréat spécialisé en chimie en 1949. Son intérêt se porte sur la biochimie et il étudie à la Faculté de médecine, obtenant un doctorat en 1953 sur les études sur l'uréase dans la muqueuse gastrique des mammifères.

## Carrière
Après avoir reçu une bourse du Commonwealth Fund et travaillé pendant deux ans à l'Université Yale et à l'Institut de recherche en santé publique aux États-Unis, il retourne ensuite au Royaume-Uni où son mentor, Hans Krebs, est parti à l'Université d'Oxford et lui a offert un poste là-bas. Ce partenariat donne lieu à un article dans Nature concernant leur découverte du cycle du glyoxylate, ainsi qu'à un livre commun intitulé Energy Transformations in Living Matter en 1957,.
En 1960, il est nommé à la première chaire de biochimie de l'Université de Leicester, qu'il occupe jusqu'en 1975. Plus tard, il est élu titulaire de la chaire Sir William Dunn de biochimie à l'Université de Cambridge. Hans devient maître de conférences au Worcester College entre 1958 et 1961 et est également la première personne à recevoir la médaille annuelle Colworth de la Biochemical Society en 1963.
Il reçoit la Christ's Fellowship en 1975 et est élu 34e Maître du Christ's College de Cambridge de 1982 à 1995. En 1995, il prend sa retraite pour occuper un poste de professeur de biologie à l'Université de Boston, aux États-Unis, où il enseigne la biochimie.

## Honneurs et récompenses
Il est élu membre de la Royal Society en 1965 et reçoit la même année la médaille Colworth de la Biochemical Society. En 1973, il reçoit la médaille Otto-Warburg de la Société allemande de biochimie et de biologie moléculaire. Dans la liste des honneurs de l'anniversaire de la reine de 1978, il est fait chevalier pour « services rendus à la science ». 

## Vie privée
Pendant ses études à Oxford, il rencontre et épouse sa première femme, Monica King, en 1956 et a quatre enfants. Monica est décédée en 1989. En 1991, il épouse une femme juive, Donna Haber. Hans Kornberg est décédé le 16 décembre 2019,.